# Hester C. Jeffrey
Hester C. Jeffrey, rozená Whitehurst (kolem 1842 Norfolk – 2. ledna 1934 Boston) také známá jako Jeffreys, Jeffries nebo Mrs. R. Jerome Jeffrey, byla americká aktivistka, sufražetka a komunitní organizátorka z Rochesteru ve státě New York a v New York City.

## Životopis
Narodila se v rodině od otroctví osvobozených rodičů, Roberta Edwarda Whitehursta a Marthy F. Whitehurst (rozené Pitts), kolem roku 1843 v Norfolku ve Virginii. Byla vzdělaná a byla vynikající hudebnicí. Roku 1845 se Hester společně se sestrou Phoebe a jejich matkou přestěhovaly do Bostonu, kde se v únoru 1845 narodil jejich nevlastní bratr Manuel Smith. Při sčítání lidu v roce 1855 a poté v roce 1860, byly všechny tři děti zapsané v domácnosti jejich strýce z matčiny strany, Coffina Pittse. Při sčítání lidu v roce 1865 jsou tři sourozenci zapsaní jako žijící ve vlastní domácnosti. Hester a Phoebe se živily jako švadleny.
Hester se  19. července 1865 v Bostonu provdala za Roswella Jeroma Jeffreyho. Jeromův dědeček z matčiny strany byl reverend Jehiel Beman a jeho strýcem byl reverend Amos Beman – oba byli abolicionisté z Connecticutu. Jeho otec reverend Roswell Jeffrey, byl realitní investor a politický aktivista v Rochesteru.
Hester a Jerome Jeffrey žili v letech 1868–1872 v Troy ve státě New York, kde Jerome pracoval jako obráběč a číšník. Poté se přestěhovali do Bostonu, kde se 19. dubna 1874 narodil jejich syn Jerome, který zemřel o pět dní později. V jejich domově také v červenci toho roku zemřel Hesteřin bratr Manuel. Při sčítání lidu v roce 1910 Hester uvedla, že měla čtyři děti, ale ani jedno nebylo naživu. Předpokládá se, že zemřely v mladém věku.
Po smrti jejího tchána v roce 1890, Jerome zdědil 1/6 otcova značného jmění. Hester a Jerome se v roce 1891 přestěhovali z Bostonu do Rochesteru, kde se Hester připojila ke Klubu za politickou rovnost a Ženskému křesťanskému protialkoholnímu svazu (Woman's Christian Temperance Union, WCTU). Později se stala národní organizátorkou při Národní asociaci spolků barevných žen (National Association of Colored Women's Clubs, NACWC). Pracovala pro různé organizace jako Národní organizátorka Klubů barevných žen, prezidentka Federace spolků barevných žen státu New York, zemská komisařka Ženského křesťanského protialkoholního svazu (Woman's Christian Temperance Union, WCTU), sekretářka třetího oddělení Ženského křesťanského protialkoholního svazu a prezidentka sekce Amerického cechu vyšívaček.
Hester napomohla vytvoření spolků pro afroamerické ženy, včetně spolku Susan B. Anthony pro černé ženy. Tento spolek napomáhal boji za ženská volební práva a vytvořil radu matek na pomoc ženám s malými dětmi. Další ze vzniklých spolků byl Spolek Hester C. Jeffrey pro mladé černé ženy (Hester C. Jeffrey Club for young black women). Pomáhal mladým černým ženám vybírat peníze na studim v instituci z níž později vzešel Rochesterský technologický institut.
Působila v komisi Douglasského monumentu, která v roce 1897 vybrala peníze a objednala první sochu věnovanou Afroameričanovi, Frederickovi Douglassovi v jeho rodném městě Rochester. Hester byla vybrána, aby dirigovala hudbu při odhalování díla.
Hester se přátelila se sufražetkou Susan B. Anthony, kterou často navštěvovala v jejím domově v Rochesteru. Byla jedinou osobou „z lidu”, která přednesla smuteční řeč na jejím pohřbu v roce 1906. Na pohřeb byla také vybrána jako „reprezentantka černošské populace”. Její smuteční řeč vyjadřovala jak smutek ze smrti Susan B. Anthony, tak i chválu za její práci sufražetky. Hester také pro Anthony vytvořila první pomník v podobě vitrážového okna v Africkém metodistickém episkopálním zionském kostele v Rochestru, které bylo odhaleno v roce 1907. Tomuto kostelu patřila její náklonnost, ale byla také členkou První unitářské církve v Rochestru, do jejíž kostela docházela Anthony.
Její manžel zemřel v roce 1908. V roce 1915 se Hester přestěhovala zpět do Bostonu, kde žila se svojí neteří Georgine Brown (rozenou Glover) v 418 Newbury Street. Obě ženy vyučovaly hudbu. Hester zemřela 2. ledna 1934 v Bostonu a je pohřbena v neoznačeném hrobě na hřbitově Woodlawn Cemetery v Everett, vedle své sestry Phoebe Whitehurst Glover.